# Tim Meeusen
Tim Meeusen (Lier, 7 november 1977) is een Belgisch voormalig professioneel wielrenner. Anno 2012 is hij ploegleider bij Team Champion System.
Zijn enige overwinning is die van de Vlaamse Pijl, in 2000. In 2004 moest hij zijn carrière voortijdig beëindigen toen kanker bij hem werd geconstateerd. In 2006 keerde hij terug in het wielerpeloton, en zette uiteindelijk in 2009 definitief een punt achter zijn carrière.

## Belangrijkste overwinningen
2000
- Vlaamse Pijl

Coudray · De Buyst · De Geyter · Delme · Ekström · Hopmans · Johansen · Lopez · Mifune · Roesems · Torrekens · Vanhaecke · Weisshaupt · Fox (stagiair) · Keppens (stagiair) · Meeusen (stagiair) 
Burke · Chanoine · Cornelissen · Coudray · Cuylits · Delme · Desmet · Ekström · Emmanuelson · Fox · Hopmans · Louder · Mifune · Poppe · Roesems · Van Landeghem · Vanhaecke · De Waele (stagiair) · Meeusen (stagiair) · Pollin (stagiair)
Bak · Beddegenoodts · T.Cassidy · M.Cassidy · Dempsey · Fox · Gallagher · Healion · Kelly · Meeusen · O'Brien · Speirs · Stofferis
Cappelle · De Wilde · De Zutter · Ennekens · François · Hoornaert · Meeusen · Moerman · Standaert · Van Braeckel · van Heeswijk · Van Loocke · Van Moer · Vanhuffel